# ロリコンフェニックス
『ロリコンフェニックス』は、松林悟による漫画作品。『月刊ドラゴンエイジ』に2006年6月号より連載開始。2008年5月号から『ロリコンフェニックス B・L』に改題され、2009年1月号まで連載された。

## 概要
自称「正義の味方」であるフェニックスが、町内の愛らしい少女を魔の手から守るつもりが、いろいろと誤解されてしまうコメディ漫画。

## 登場人物
フェニックス
『ロリコンフェニックス』の主人公。
本名は大輔（だいすけ）。年齢は26歳間近。日々凶悪化する犯罪の魔の手から少女を守るため立ち上がった自称正義のヒーロー。しかし、頭がゴクラクチョウで、半裸に半ズボンをサスペンダーで吊ったその姿、そしてニートなふだんの生活や言動からは、どう考えてもその犯罪者たちの同類にしかみえない。フェニックスになる前はガリガリのヒョロヒョロだったらしいが、独自のトレーニングによって現在はがっちりした筋肉質の身体を持つ。日々、インターネットで情報収集を図るが、なぜか最終的にはエロサイトで画像を収集してしまう。
美少女（おもに小学生女子、特に未亜）に応援されたり、少女と直接触れたり、少女の持ち物などを触ったりすることでパワーを得ることができる。逆に、少女たちから「無職」や「ヘンタイ」、「汗ダルマ」などとののしられると、大幅にパワーダウンする。
未亜には「ゴクラクチョウさん」と呼ばれている。
渡部 未亜（わたなべ みあ）
町田市立森金小学校5年3組出席番号17番。飼育係で、好きな色は白とピンク。そのパーフェクトな少女っぷりから、ロリコンネットワーク2006年度ベスト・オブ・少女に輝いた。だが本人は知らない。
実家は執事がいるほどの富豪であるが、自らお使いに出かけたり、銭湯に行ったりするなど、庶民的な面が目立つ。
田村まりか（たむら まりか）
フェニックスの家のお向かいに住む事になった少女。大輔のはとこで「お兄ちゃん」と慕っている。大輔に会いに来たがその大輔がヘンタイだと知り、真面目で優しい大輔に更生させようと奮闘する。
ペス
未亜が飼っている犬。未亜はペスという名前だと思っていたが、彼女の執事によると正しくはペとスの間にニが入るという。
虻名目（あぶなめ）と先輩
ほぼいつも一緒に登場する、2人組の警察官。
後藤くん
未亜のクラスメイトの小学生男子。未亜と同じ飼育委員だが、ちょっとエキセントリック。
大輔の母
一応、常識のある普通のおばさん。常々、大輔にはきちんと働いてもらいたいと強く思っており、大輔がハローワークに行った時は、寿司の出前を取ったほど。
常に、虻名目の先輩と似た逆三角形の白目で描かれる。
川口美紀
毎日窓の下で着替えを撮っていたケロリンを運命の人だと思いこみ、告白した少女。熱しやすく冷めやすい性格で、ケロリンとのデートの最中に通りかかったイケメンローズに一目ぼれしケロリンのことも忘れて即告白するほどであるがイケメンローズは男にしか興味がないという理由でことわった。

### BL団
キャットカイザー
『ロリコンフェニックス B・L』の主人公。
BL団の創立者にして総帥。頭は猫で、股間に猫の尻尾状の魔槍ミストルティンを装備している。20代で、すでに億万長者として財界に君臨したらしい。フェニックスを完全週休2日月収100万円でBL団に引き込もうとした。ミストルティンを回転させることによって飛行できる。体操着は根っからのブルマ派である。
アオイ君（アオイくん）
両親が亡くなっているため、家計のためにBL団本部でバイトをしている女装少年……と思われたが、実はやはり女の子だった。家族は弟が一人。猫耳と尻尾を完備している。BL団への忠誠心は薄く、旗色が悪くなるとキャットカイザーらを見捨ててこっそり逃げてしまう。名前の表記は当初「葵くん」だったが、第12話以降「アオイ君」に変更された。実はカイザーは女の子であることを最初から見抜いており、フェニックスは普通に女の子だと最初から思っていた。
ゴールド＝カルロス
BL団構成員。元ムエタイチャンピオン。しかし、初防衛戦の日に幼稚園バスを追いかけ試合に遅刻、タイトルを剥奪される。以降、人生のすべてを少女と首相撲をしてドサクサに股間を押しつける事に捧げる。全裸にチャンピオンベルト状のベルトを正中線に沿って縦に装着している。ムエタイの腕を生かしてヨド○シ（町田店）で店内警備をしている。
ダニー・ザ・ドッグ
BL団構成員。犬ならばどんなエッチアクションでも犯罪にならないと考え、犬になった。犬といってももちろん二足歩行であり、犬であるのは顔と半ズボン状に分布する獣毛のみ。語尾に「～であーる」をつけてしゃべることが多い。常に首輪を装着している。えび反りになって手足を固定し、輪になった変形モードになり、タイヤのように転がることによって機動力が数倍になる。フェニックスに倒されて以降、カイザーと共に行動をしている。
スーパーケロリン
BL団第一特務隊所属。おもな任務は覗きスポットの発掘調査。頭はカエル、洗面器を被り胸にカエルの足のようなボディソープがついたチョッキを着て、腰には常にタオルしか装着していない。語尾に「～ケロ」をつけてしゃべることが多い。ちなみに体操着は下半身をぴっちり包むラインというのが理由でスパッツ派である。ダニーと同じく、カイザーと共に行動している。
スパイラル力丸（スパイラルりきまる）
BL団構成員。ヒヒロカネの装甲を装備し、股間には森の王のカブトムシが鎮座する。
ウサギ仮面（コードネーム不明）
BL団構成員。頭はウサギ。はっぴにフンドシ姿という大胆な容姿。縁日に来た女の子を拉致して一人祭りでエッチしようとしている。
トレイン・シートネット
BL団構成員。女の子のお尻の感触直に楽しむため座席に擬態している。元ネタはBLACK CATに登場するトレイン・ハートネットから。
エンジェル・ラブ
BL団構成員。ランジェリー姿をしており、来店に来た女の子にセクハラまがいの行動で苦しめる。
デビルクラーケン
BL団構成員。姿はタコそのもの。少女達とその水着を愛する海のハンター。デビルハンドで水着を着た女の子をセクハラしている。
イケメンローズ
BL団構成員。お下劣な誘惑で女の子を引き寄せる。顔を合わせなくても、公園に設置した鏡の反射によりターゲットは逃さない。フェニックスとの対戦後、同性愛者に変貌してしまい、キャットカイザーはもちろん、BL団に大きなダメージを与えた。
ミハエル・スーパーマッハ
BL団構成員。おかずにスーパーマーケットへ買い物にきた女の子を買い続ける。

## 用語
ロリコンネットワーク
全国500万人の少女好きによって構成される大型コミュニティー。毎年、勝手に「ベスト・オブ・少女」を選出している。2006年度は未亜が選ばれた。
BL団（ビーエルだん）
正式名称ブラック・ロリータ (Black Lolita) 団。
少女とどうしてもニャンニャンしたい男たちの血と汗と涙その他色々なモノの結晶体と称する。各地で変態的活動を行う他、団員のためのエロロリ画像収集活動なども行っている。
ハーレムランド
BL団が悲願としている、彼らと少女だけの理想郷。町田市がその筆頭候補地。すでに2万人以上の同志が集結している。
フェニックスモービル
フェニックスがスワンボートを改造して制作した乗り物。動力は人力。スピードは猫よりも遅く、前面に装着されたゴクラクチョウのオブジェが邪魔で前が見えない。
有限法人マッスルダイナマイト兵団（ゆうげんほうじんマッスルダイナマイトへいだん）
筋骨隆々としたスキンヘッドの男たちの団体。活動内容は不明だが、BL団にとっては天敵のような存在である。公共の場所でのマナーは、とても悪い。
EMO'S STYLEと809
ロリコンフェニックス第2巻の128ページの一コマ目に描かれている店。この店にフェニックスは侵入を試みたが、謎のプレッシャーにより押し返されることになる。

## 書誌情報

### 単行本
富士見書房より「角川コミックス ドラゴンJr.」として刊行されている。
1. 第1巻(2007年2月1日初版発行・発売) - ISBN 978-4-04-712480-6
2. 第2巻(2007年9月9日初版発行・発売) - ISBN 978-4-04-712509-4
3. 第3巻(2008年7月9日初版発行・発売) - ISBN 978-4-04-712556-8
4. 新食感(2009年2月9日初版発行・発売) - ISBN 978-4-04-712590-2　(連載時『ロリコンフェニックス B・L』分収録)